# دریاچه ماش
دریاچهٔ ماش (به آلمانی: Maschsee) یک دریاچهٔ مصنوعی در شهر هانوفر آلمان واقع در ایالت نیدرزاکسن می‌باشد. که دراری ۲٫۴ کیلومتر طول و ۱۸۰ تا ۵۳۰ متر عرض می‌باشد.

## تاریخچه
نام این دریاچه از ماش یا لاینه ماش گرفته شده‌است که نام تاریخی منطقه‌ایست که این دریاچه در آن واقع شده‌است.
پروژهٔ این دریاچه به علت کنترل طغیان رودخانه‌های لاینه و ایمه و کاهش خطر سیل در شهر بود. در سپتامبر ۱۹۲۵، شهردار شهر هانوفر آرتور منگه، مهندس سازه‌های آبی و استاد مدرسهٔ عالی فنی هانوفر، اتو فرانسیوس را استخدام نمود تا با کمک ادارهٔ راه و ساختمان یک دریاچهٔ مصنوعی را بسازند. طرح ساخت آن و اجرای بخش‌هایی از این دریاچه ۸ سال به طول انجامید و تا اوایل دههٔ ۱۹۳۰ به طول انجامید.
در دههٔ ۱۹۳۰ با به وجود آمدن رکود اقتصادی شهر هانوور منابع مالی لازم را برای تکمیل این پروژه در اختیار نداشت.
برای (ان اس دی آ پی) یا همان حزب نازی آلمان پروژهٔ این دریاچه، به عنوانی پروژه‌ای برای کاهش بیکاری در آن سال‌ها بود.
در ۲۱ مارس ۱۹۳۴ جشن افتتاح زمین آن به وقوع پیوست. برخلاف طرح مالی مبهم آن، افراد زیای در این پروژه کار پیدا کردند. در ابتدا ۱۰۰ کارگر در آن کار می‌کردند اما در پایان این پروژه تعداد کارگران به ۱۶۵۰ نفر رسیده بود که در پایان ۷۸۰۰۰۰ متر مکعب خاک از زمین این دریاچه استخراج شده بود. کارگران می‌بایستی، ابزار کار خود را به همراه می‌آوردند.
در سال ۱۹۳۵ میلادی این پروژه پایان یافت و مراسم افتتاح آن در روز عروج عیسی در سال ۱۹۳۶ بود.
صدها هزار از ساکنان هانوفر و مهمانان، برنامه‌های متنوعی را حول این دریاچه مشاهده کردند.
در جریان جنگ جهانی دوم دریاچه استتار شد تا جهت‌یابی را برای خلبانان متفقین دشوار کند.